# 燕三条駅

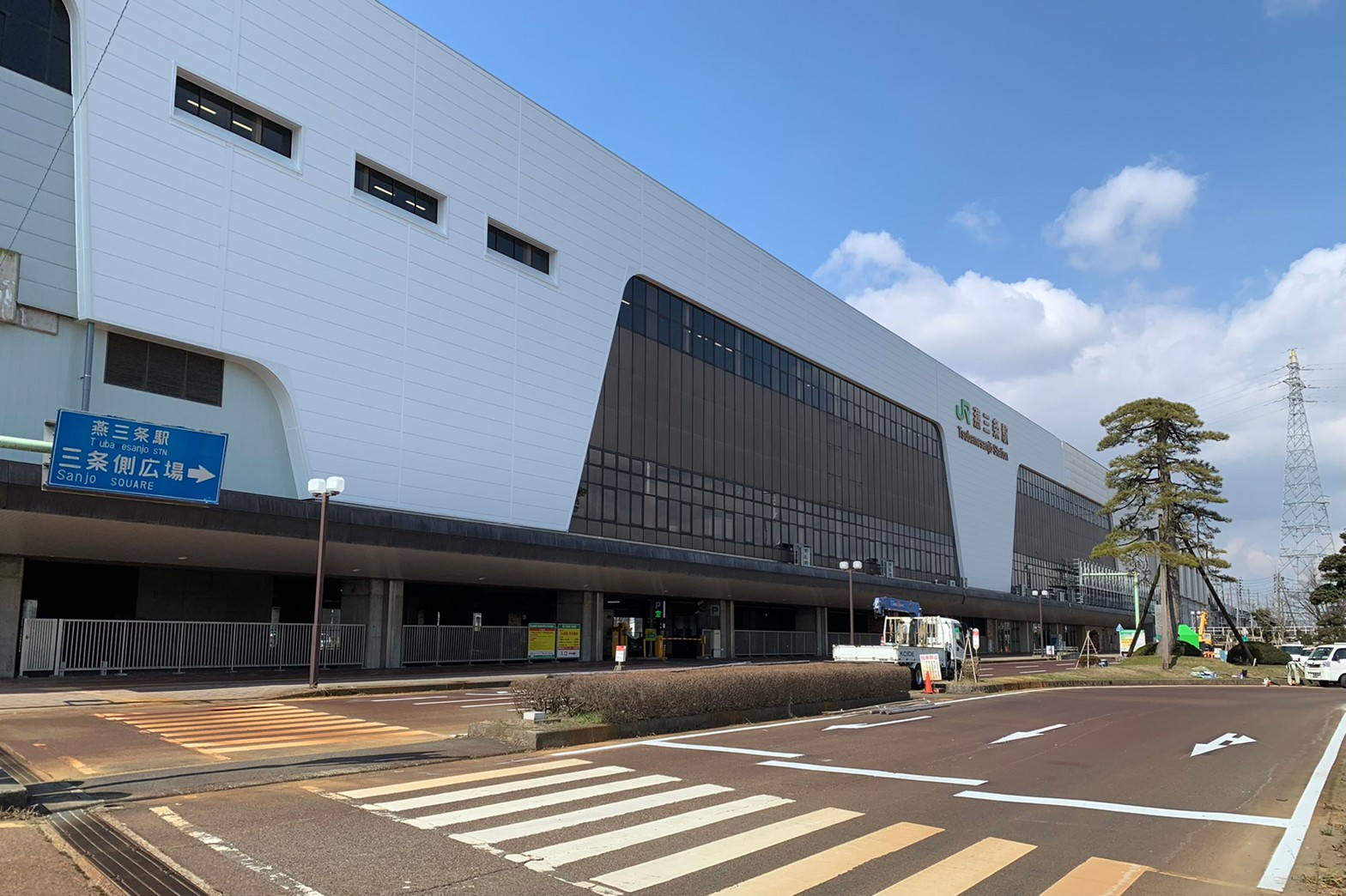
三条口（2022年3月）

燕三条駅（つばめさんじょうえき）は、新潟県三条市下須頃にある、東日本旅客鉄道（JR東日本）の駅である。

## 概要
新潟県県央地域を代表する三条市と燕市に位置し、所在地は北側の燕市・南側の三条市にまたがっている。登記上は駅長室のある三条市を所在地としている（当駅の歴史も参照）。
JR東日本新潟支社の長岡営業統括センターが管理する直営駅（駅長配置）で、長岡地区に所属する管理駅として弥彦線の全駅と、越後線の妙法寺駅 - 巻駅間、信越本線の帯織駅 - 保内駅間の、それぞれ直営駅を除く全駅を統括管理している。
事務管コードは▲301185を使用しており、当駅の新幹線での営業キロは三条市側にある信越本線東三条駅のものを準用している。

### 乗り入れ路線
新幹線の上越新幹線と、在来線の弥彦線が交差する地点に所在し、両路線の接続駅である。

## 歴史
- 1982年（昭和57年）11月15日：上越新幹線大宮 - 新潟間の開通に際し、新幹線駅・在来線駅ともに開業（在来線駅は旅客扱いのみ）[1]。
- 1987年（昭和62年）4月1日：国鉄分割民営化により、国鉄新潟管理局よりJR東日本 新潟支社が継承[4]。
- 1988年（昭和63年）：在来線改札口、無人化。
- 1999年（平成11年）4月15日：新幹線改札に自動改札機を導入[5][6]。
- 2002年（平成14年）：駅2階コンコース、燕三条地域の地場産品を並べたショーケースを設置[新聞 1]。
- 2008年（平成20年）3月15日：新幹線改札機で「モバイルSuica特急券」のサービスを開始[報道 1]。在来線ではICカード「Suica」の利用が可能となる[報道 2]。
- 2009年（平成21年）3月14日：上越新幹線でSuica FREX定期券が利用できるようになる[報道 3]。
- 2014年（平成26年）：在来線改札口がリニューアル。
- 2019年（平成31年・令和元年）
  - 3月30日：びゅうプラザが撤退。
  - 10月： 駅1階コンコースを一部リニューアル。燕口には銅の案内板、三条口にはステンレスの案内板を新設。
- 2020年（令和2年）
  - 駅舎の外壁、新幹線ホーム屋根の改修工事を着工。
  - 3月14日：新幹線eチケットサービスを開始[報道 4]。
- 2021年（令和3年）3月13日：タッチでGo!新幹線のサービスを開始[報道 5]。
- 2022年（令和4年）
  - 5月：駅2階コンコースにある燕三条地域の地場産品を並べたショーケースをリニューアル[新聞 1]。
  - 10月1日：長岡営業統括センター管理下に移管。
- 2023年（令和5年）
  - 2月28日：みどりの窓口の営業を終了[2]。
  - 3月1日：話せる指定席券売機を導入[2]。

### エピソード
上越新幹線の建設が計画された当初は新潟駅 - 長岡駅間のルートが大まかに決まっていただけで、両駅の間隔が60 km以上離れてしまうことから、中間の位置にも駅を設置するに至った。
この際、在来線の連絡駅として弥彦線と接続させることで、観光名所である弥彦山や弥彦温泉、さらには吉田駅から越後線に乗り換えることで、日本海を一望する寺泊港などへつながる観光拠点として機能することが期待された。
誘致合戦の妥協点としては、位置を燕市か三条市に偏ることなく両市の境界に駅舎を置くことで決着させたが、両市は元々より前者が下越地方と、後者が中越地方との区域ゆえに文化の違いがあった他、その境目ゆえに江戸時代より対立関係にある事情もあって、駅名を巡って論争を巻き起こす事となった。
駅名を決定するにあたり三条市は「新三条」を主張したが、燕市は仮称となっていた「燕・三条」を主張。開業直前まで正式な駅名が決定しない状態にまで陥った。最終的に駅名は燕市の名を先にした「燕三条」とし、駅長室を三条市の敷地に設置して駅の所在地を「三条市」とする事で決着した。
名称については駅開業の4年前に供用を開始していた北陸自動車道のインターチェンジの名前は「三条燕」で、新幹線の駅名は「燕三条」と逆転する事になった。この背景について、燕市史には「高度な政治判断が働いたなどと言われているが、真相はわからない」と記されている。

## 駅構造
駅機能を有する2階の新幹線改札口周辺には、自動券売機、指定席券売機、話せる指定席券売機、屋内待合室、コインロッカー、売店のNewDaysが設置されている。また、駅2階コンコースには燕三条地場産業振興センターによって、燕三条地域85社の地場産品を並べたショーケースが設置されている。
エスカレーターと階段を挟んだ反対側の在来線改札口周辺には、観光物産センターの燕三条Wing、エレベーター、店舗、多目的トイレ併設の化粧室、乗車駅証明書発券機、簡易Suica改札機が設置されており、1階には、店舗、三条警察署燕三条駅交番、化粧室、駅レンタカー窓口が設置されている。
かつて駅舎1階には両市を放送地域とするコミュニティFM局・燕三条エフエム放送（ラヂオは～と）の本社兼スタジオが1998年（平成10年）の開局以来置かれていたが、2014年（平成26年）4月に、燕市大曲の燕交通公園内へ移転した。移転後は旧スタジオおよび事務所部分が閉鎖され、放送観覧スペースだった部分が待合スペースとして開放されている。

### 在来線
単式ホーム1面1線を有する地上駅で、駅舎2階と接続する橋上構造となっている。島式構造のホームを有しているが、北側の1面のみを使用している。構内には将来的に交換設備の設置を想定して南側にも線路を敷設する用地が設けられている。
在来線の有人改札口が存在しないことから、無人駅扱いとなっている。なお、ホームと2階の間にエレベーターやエスカレーターは設置されていない。

### 新幹線
外側の副本線（待避線）に単式ホーム1面1線と島式ホーム1面2線の計2面3線を有する高架駅で、中央に通過本線を挟み、そのポイントは高速走行試験による430 km/hでの通過に対応している。通常のダイヤでは、東京方面の列車は島式本線側の12番線から発着する。外側の13番線は臨時ホームとなっており、通常は列車の停車はなく、ダイヤ遅延時等の停車・待避に使用されるほか、車両展示イベントで長時間列車を留置させる際にも使用される。
改札階（2階）とホームの間には、エレベーターとエスカレーターが設置されている。

#### のりば
| 11 | 上越新幹線     | 下り           | 新潟方面             |                |                |                |                |                |                |                |                |                |                |
| 12 | 上越新幹線     | 上り           | 高崎・大宮・東京方面 |                |                |                |                |                |                |                |                |                |                |
| 13 | （臨時ホーム） | （臨時ホーム） | （臨時ホーム）       | （臨時ホーム） | （臨時ホーム） | （臨時ホーム） | （臨時ホーム） | （臨時ホーム） | （臨時ホーム） | （臨時ホーム） | （臨時ホーム） | （臨時ホーム） | （臨時ホーム） |

駅構内（改札外）
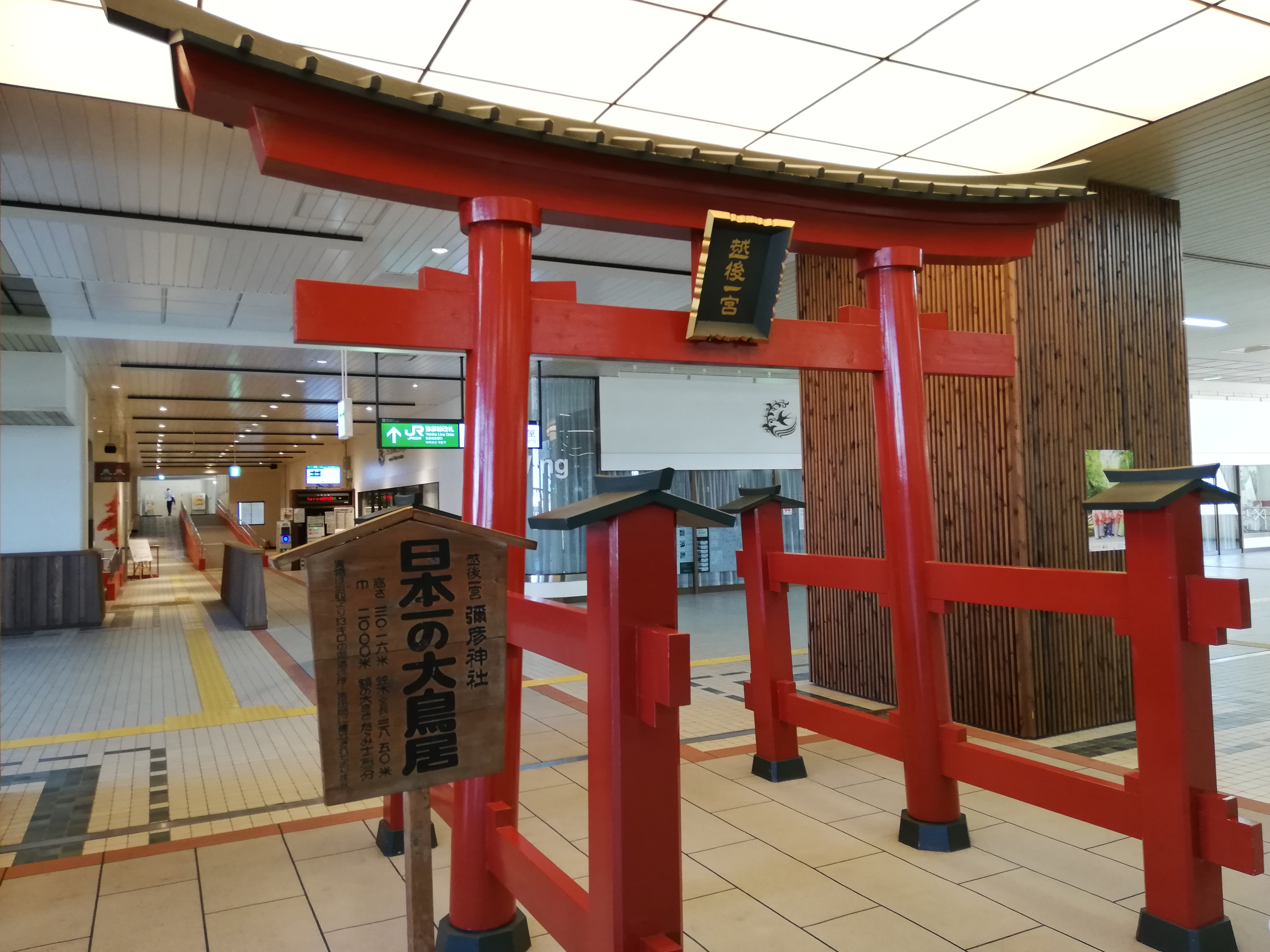
在来線改札口手前の鳥居（2020年8月）
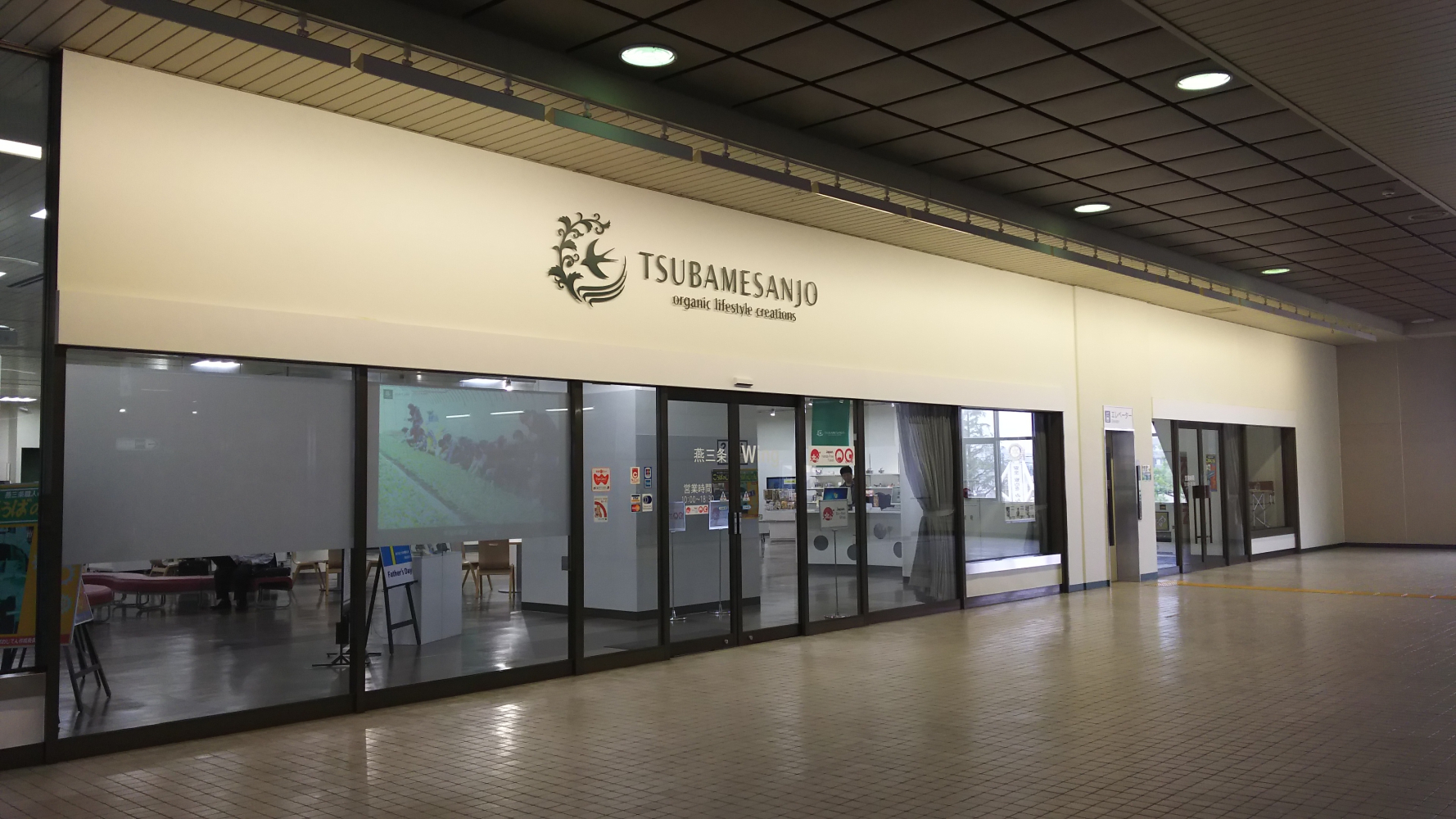
燕三条Wing（2018年5月）
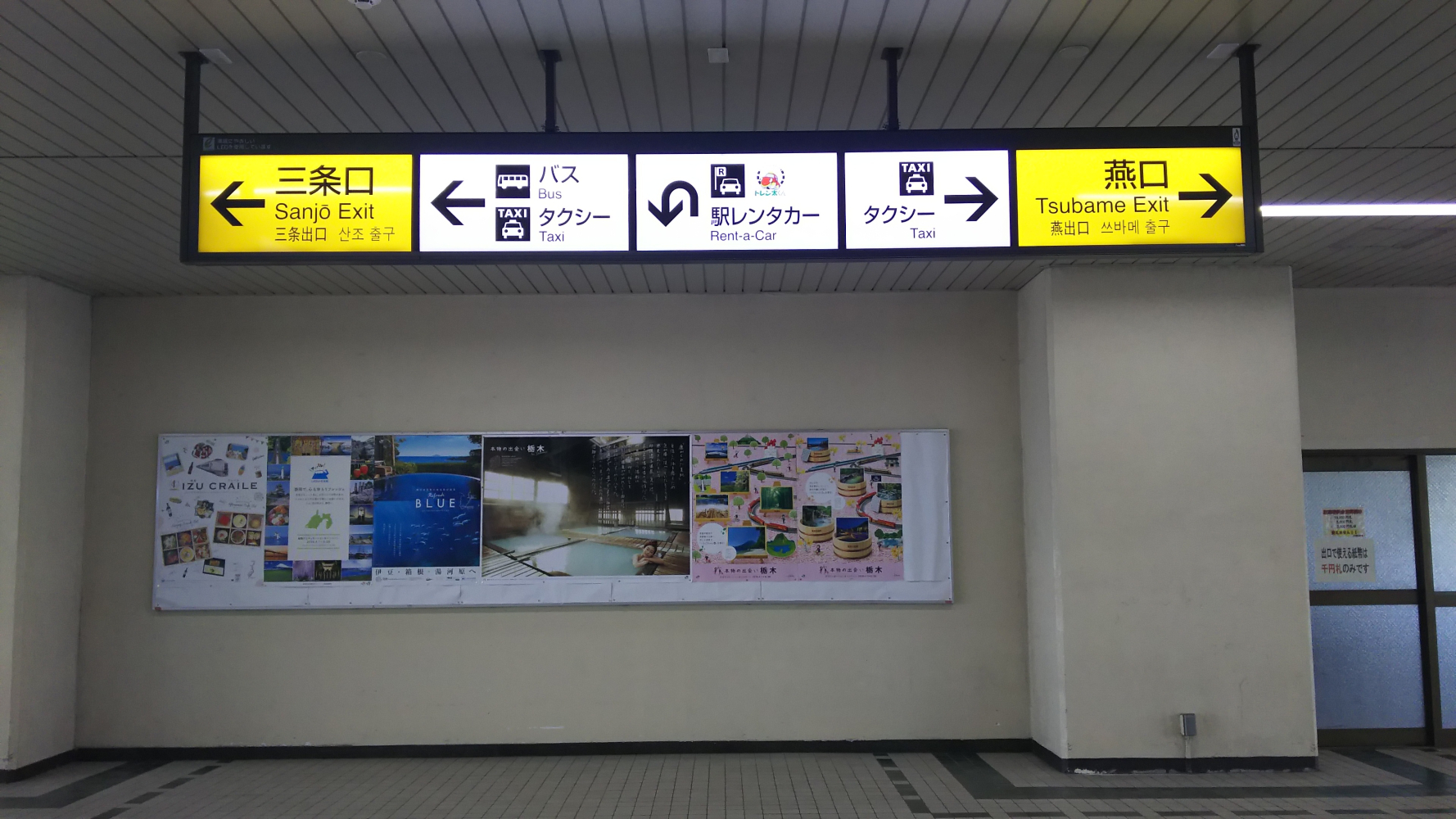
燕口・三条口の案内（2018年5月）

改札口およびホーム
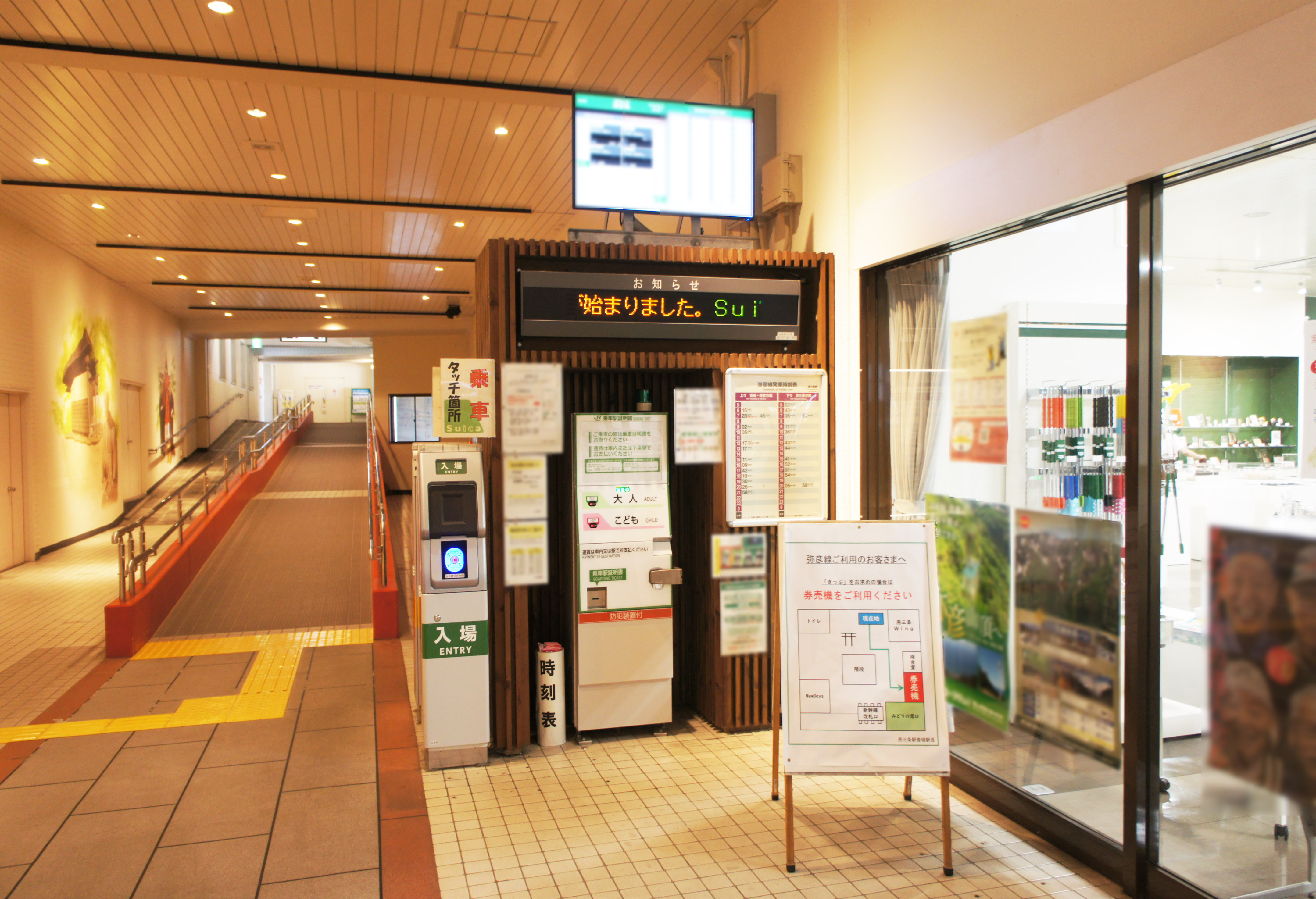
在来線改札口（2021年9月）
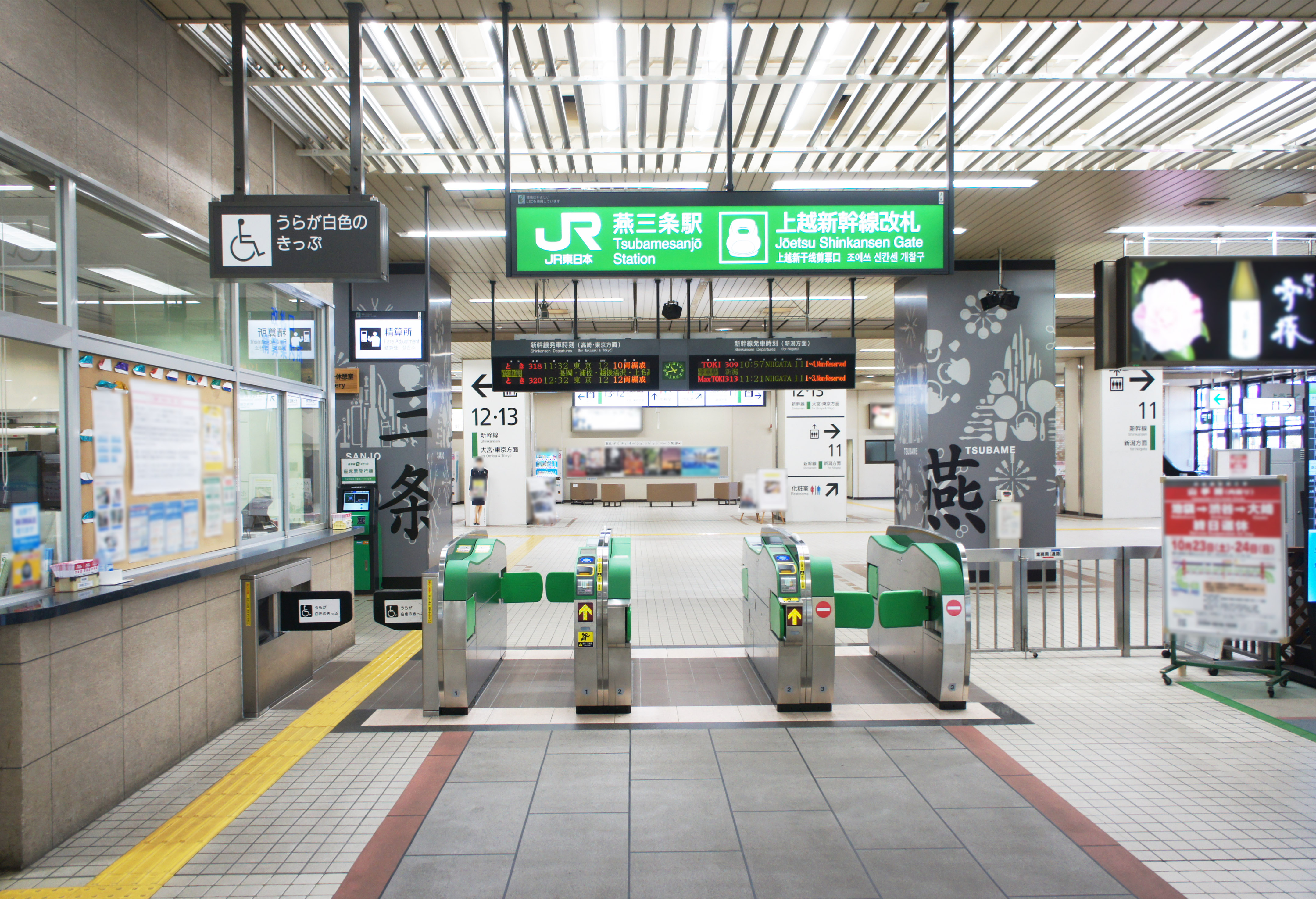
新幹線改札口（2021年9月）
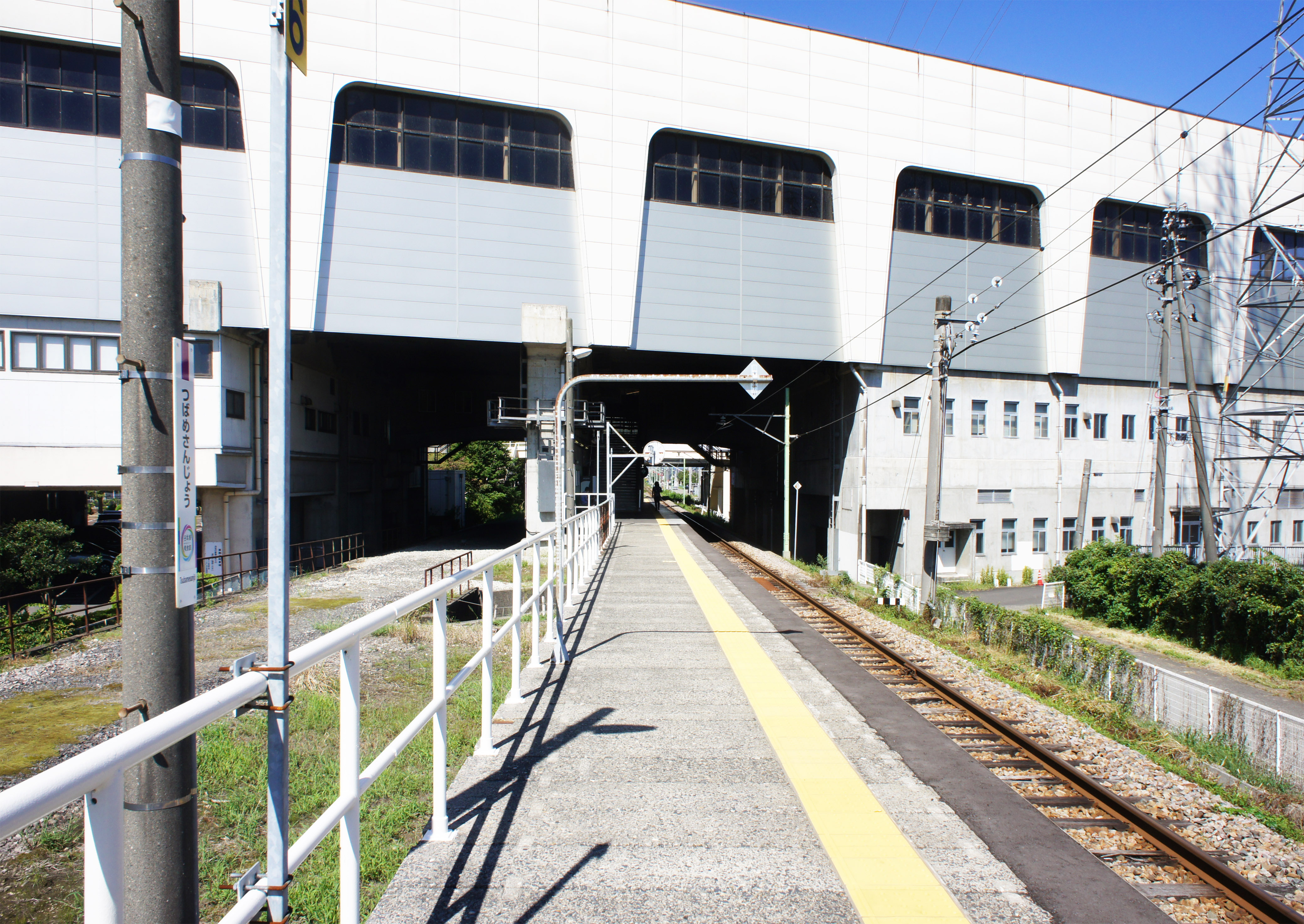
在来線ホーム（2021年9月）
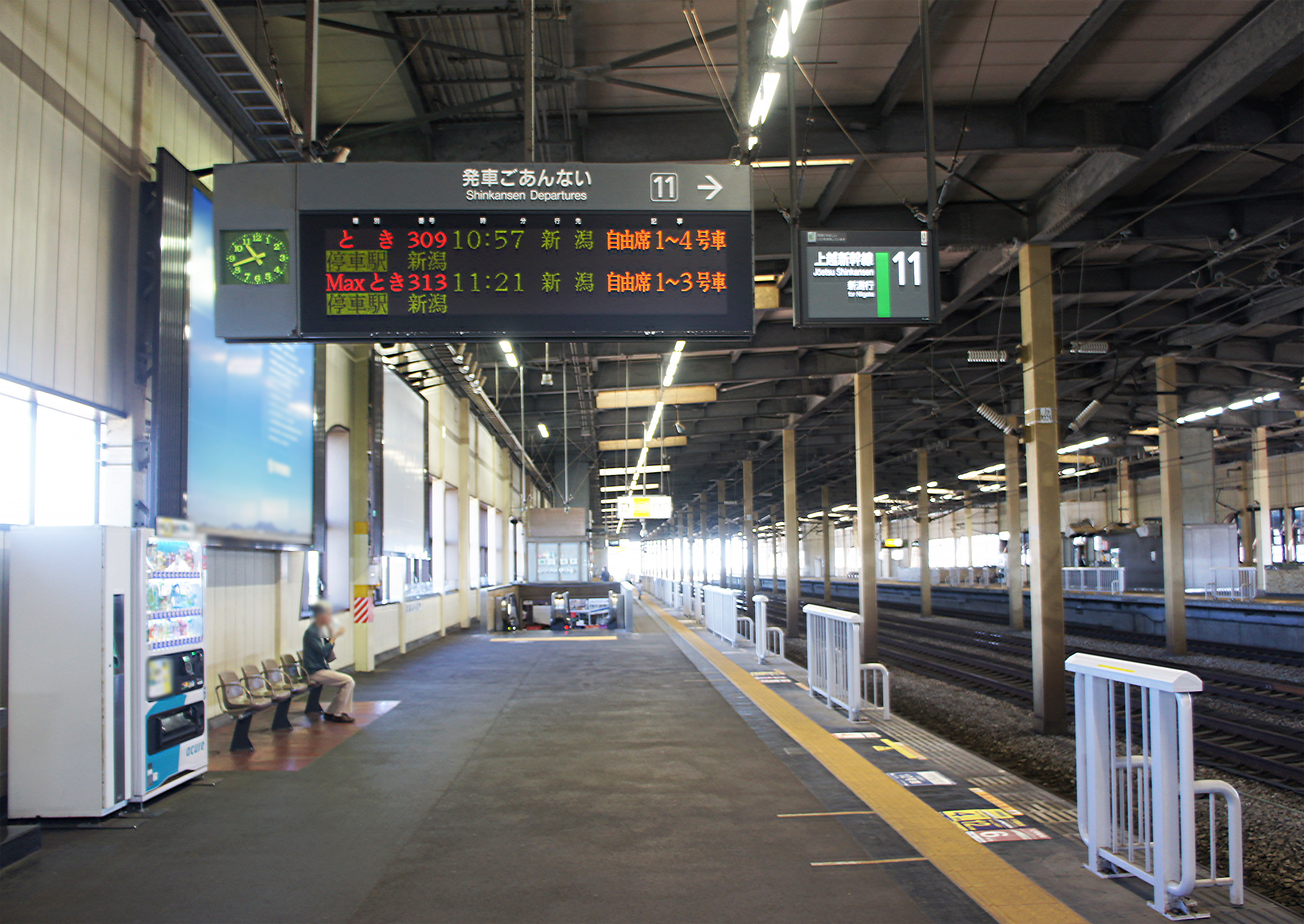
新幹線11番線ホーム（2021年9月）
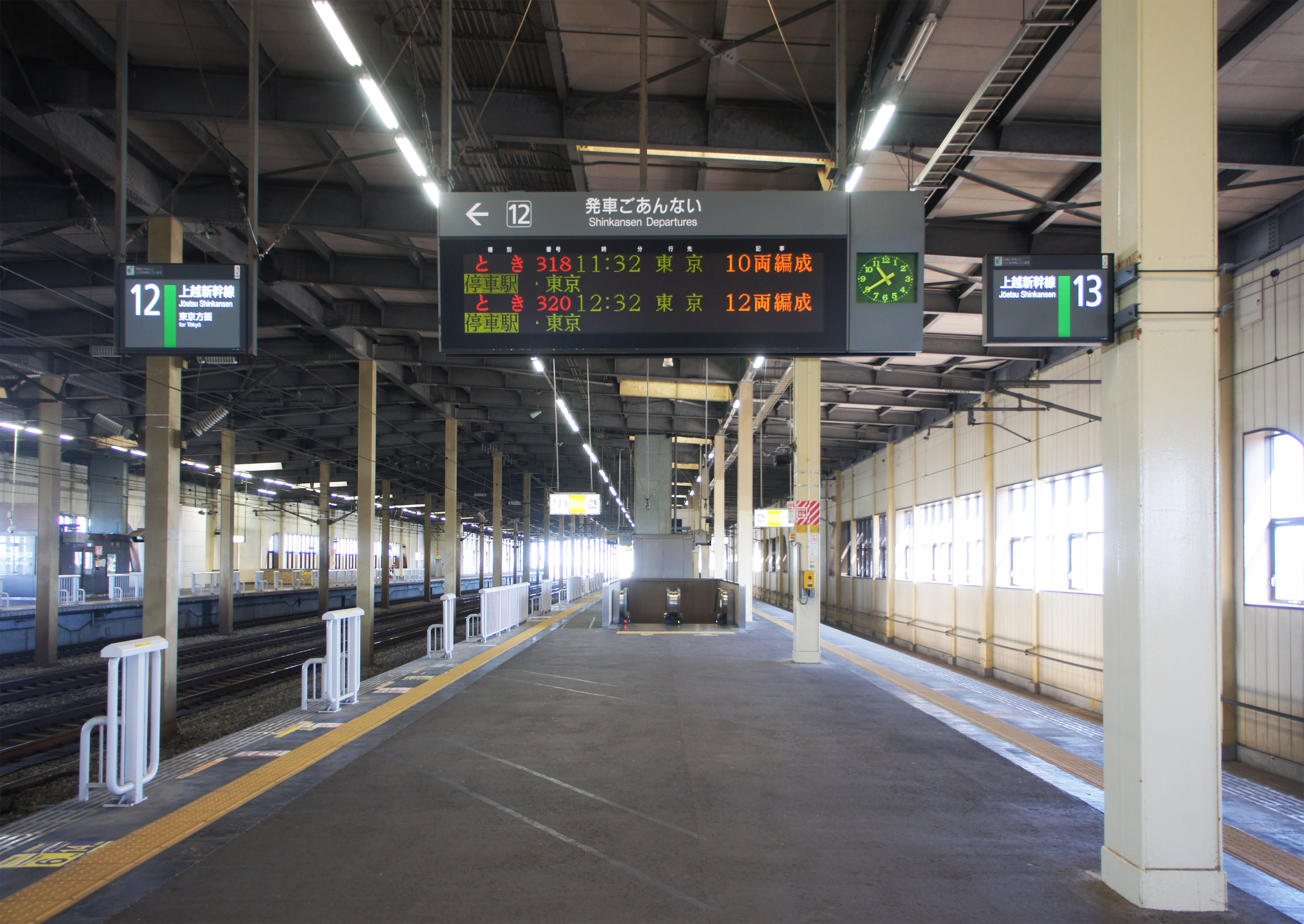
新幹線12・13番線ホーム（2021年9月）

## 駅弁
2013年（平成25年）までは、2階北側の弥彦線改札口手前で、新津駅の駅弁業者三新軒と新発田三新軒の調製による、駅弁が販売されていた。詳細はこの記事の過去の版を参照。
2019年（令和元年）ごろより、NewDaysで三新軒一部商品が少数ながら取り扱われている。ただし、JTB時刻表 2025年3月号には燕三条駅の駅弁の掲載は無い。

## 利用状況
JR東日本によると、2023年度（令和5年度）の1日平均乗車人員は2,198人である。また、新幹線の1日平均乗車人員は1,659人である。
2000年度（平成12年度）以降の推移は以下のとおりである。
| 1日平均乗車人員推移 | 1日平均乗車人員推移 | 1日平均乗車人員推移 | 1日平均乗車人員推移 | 1日平均乗車人員推移 | 1日平均乗車人員推移 | 1日平均乗車人員推移 | 1日平均乗車人員推移 | 1日平均乗車人員推移           |
| 年度                | 計                  | 計                  | 計                  | 新幹線              | 新幹線              | 新幹線              | 新幹線              | 出典                          |
| 年度                | 定期外              | 定期                | 合計                | 定期外              | 定期                | 合計                | 前年度比            | 出典                          |
| ------------------- | ------------------- | ------------------- | ------------------- | ------------------- | ------------------- | ------------------- | ------------------- | ----------------------------- |
| 2000年（平成12年）  |                     |                     | 2,166               | 非公表              | 非公表              | 非公表              | 非公表              | [ 利用客数 2 ]                |
| 2001年（平成13年）  |                     |                     | 2,242               | 非公表              | 非公表              | 非公表              | 非公表              | [ 利用客数 3 ]                |
| 2002年（平成14年）  |                     |                     | 2,203               | 非公表              | 非公表              | 非公表              | 非公表              | [ 利用客数 4 ]                |
| 2003年（平成15年）  |                     |                     | 2,229               | 非公表              | 非公表              | 非公表              | 非公表              | [ 利用客数 5 ]                |
| 2004年（平成16年）  |                     |                     | 1,997               | 非公表              | 非公表              | 非公表              | 非公表              | [ 利用客数 6 ]                |
| 2005年（平成17年）  |                     |                     | 2,186               | 非公表              | 非公表              | 非公表              | 非公表              | [ 利用客数 7 ]                |
| 2006年（平成18年）  |                     |                     | 2,132               | 非公表              | 非公表              | 非公表              | 非公表              | [ 利用客数 8 ]                |
| 2007年（平成19年）  |                     |                     | 2,178               | 非公表              | 非公表              | 非公表              | 非公表              | [ 利用客数 9 ]                |
| 2008年（平成20年）  |                     |                     | 2,144               | 非公表              | 非公表              | 非公表              | 非公表              | [ 利用客数 10 ]               |
| 2009年（平成21年）  |                     |                     | 1,990               | 非公表              | 非公表              | 非公表              | 非公表              | [ 利用客数 11 ]               |
| 2010年（平成22年）  |                     |                     | 1,954               | 非公表              | 非公表              | 非公表              | 非公表              | [ 利用客数 12 ]               |
| 2011年（平成23年）  |                     |                     | 1,993               | 非公表              | 非公表              | 非公表              | 非公表              | [ 利用客数 13 ]               |
| 2012年（平成24年）  | 1,788               | 353                 | 2,142               | 1,648               | 87                  | 1,736               |                     | [ 利用客数 14 ] [ 新幹線 2 ]  |
| 2013年（平成25年）  | 1,839               | 378                 | 2,218               | 1,683               | 85                  | 1,769               |                     | [ 利用客数 15 ] [ 新幹線 3 ]  |
| 2014年（平成26年）  | 1,825               | 370                 | 2,196               | 1,684               | 74                  | 1,759               |                     | [ 利用客数 16 ] [ 新幹線 4 ]  |
| 2015年（平成27年）  | 1,807               | 393                 | 2,200               | 1,663               | 79                  | 1,742               |                     | [ 利用客数 17 ] [ 新幹線 5 ]  |
| 2016年（平成28年）  | 1,839               | 392                 | 2,232               | 1,681               | 88                  | 1,770               |                     | [ 利用客数 18 ] [ 新幹線 6 ]  |
| 2017年（平成29年）  | 1,887               | 398                 | 2,285               | 1,730               | 100                 | 1,831               |                     | [ 利用客数 19 ] [ 新幹線 7 ]  |
| 2018年（平成30年）  | 1,903               | 414                 | 2,318               | 1,733               | 110                 | 1,844               |                     | [ 利用客数 20 ] [ 新幹線 8 ]  |
| 2019年（令和元年）  | 1,780               | 435                 | 2,215               | 1,610               | 119                 | 1,729               |                     | [ 利用客数 21 ] [ 新幹線 9 ]  |
| 2020年（令和02年）  | 583                 | 453                 | 1,037               | 460                 | 138                 | 598                 | −65.4%              | [ 利用客数 22 ] [ 新幹線 10 ] |
| 2021年（令和03年）  | 785                 | 524                 | 1,309               | 650                 | 194                 | 845                 | 41.2%               | [ 利用客数 23 ] [ 新幹線 11 ] |
| 2022年（令和04年）  | 1,258               | 543                 | 1,802               | 1,094               | 225                 | 1,320               | 56.3%               | [ 利用客数 24 ] [ 新幹線 12 ] |
| 2023年（令和05年）  | 1,613               | 584                 | 2,198               | 1,406               | 253                 | 1,659               | 126.0%              | [ 利用客数 1 ] [ 新幹線 1 ]   |

## 駅周辺

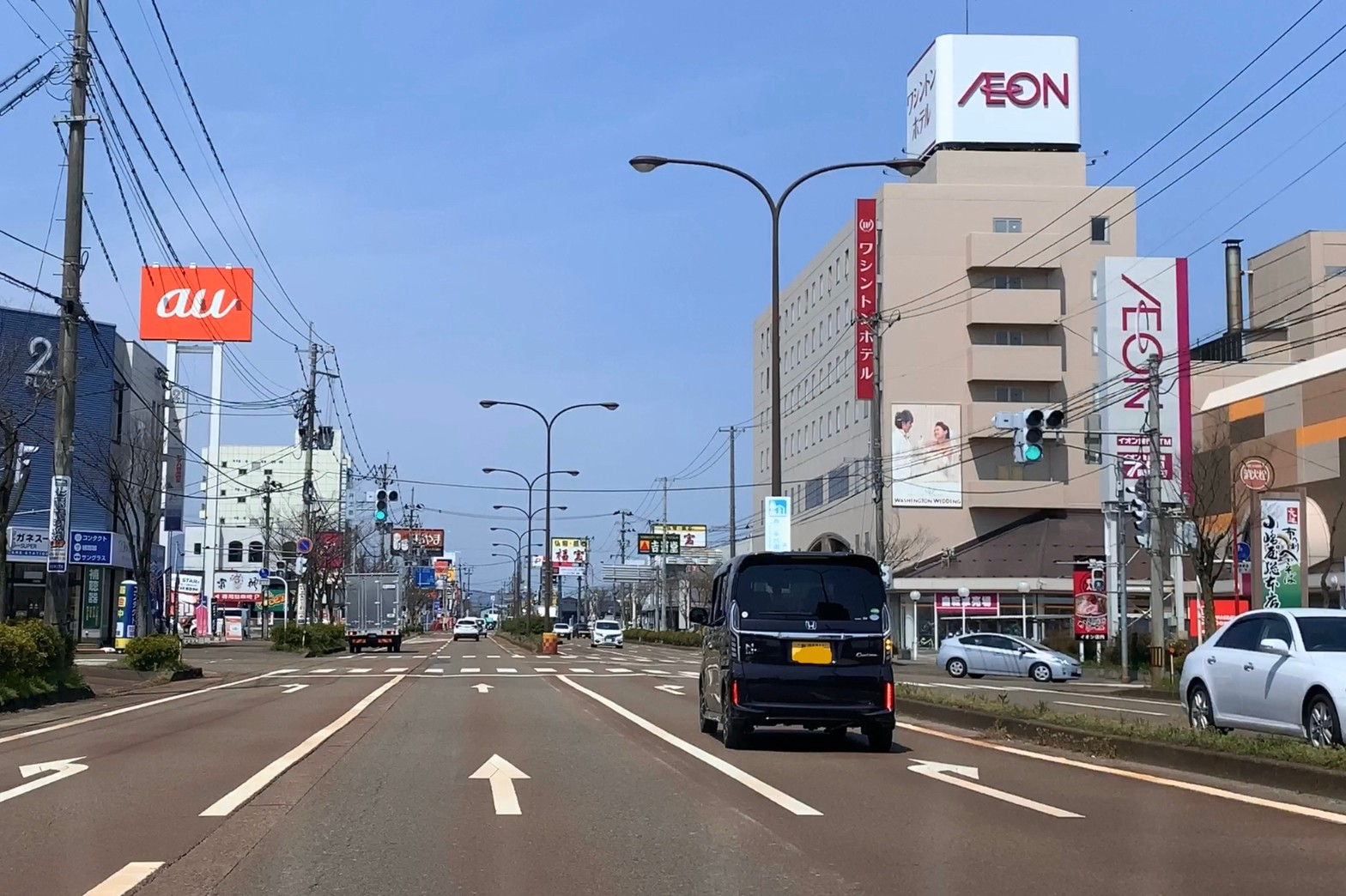
燕口側のロードサイド店舗群（2020年4月）

駅舎を挟んで西側が燕口、東側が三条口となっている。各々にロータリーがあり、駅前広場やバスおよびタクシープール・駐車場などが、ほぼ同じサイズで設けられている。
当駅は上越新幹線開通の際に新設された駅で、新幹線開通当初の駅周辺には水田が広がり、北陸自動車道・国道8号が通る程度で、商店・住宅とも少なかった。その後、2本の鉄道路線と3本の幹線道路に囲まれた好立地から開発が急速に進み、現在駅周辺にはロードサイド型の大型店舗が数多く林立するなど、三条・燕両市を中心とする県央地域の交通・経済の要衝として機能している。燕三条駅周辺地域であることからチェーン店舗の店名は所在する市に関わらず「燕三条店」と付けられるものが多いが、「燕三条」という町名があるわけではない。
北側には北陸自動車道の三条燕ICが所在し、当駅は日本一高速のインターチェンジに近い新幹線停車駅である。

### 三条口側
駅前にはホテルが並び、国道沿いを中心に郊外型商業施設・飲食店などが多く所在する。
- コメリショッピングセンター
- アークランズ本社・流通センター
  - ホームセンタームサシ三条店

### 燕口側
燕側には宿泊施設や大型商業施設が多く軒を連ね、イオン県央店にはシネコンも併設される。また、イオンの道路を挟んだ反対側には、道の駅が存在する。
- イオン県央店（旧：県央サティ）
  - 燕三条ワシントンホテル
  - イオンシネマ県央
- そよら三条須頃（2025年秋開業予定[11]）
- メッセピア
  - 道の駅燕三条地場産センター
  - 新潟県工業技術総合研究所 県央技術支援センター
  - 三条市商工会議所
- 三条市立大学
- 三条看護・医療・歯科衛生専門学校
- 済生会新潟県央基幹病院

## バス路線

### 路線バス・コミュニティバス
三条口のロータリー内には、ウエスト観光バスや越後交通の2社のバス停留所が設けられており、下記の路線バスとコミュニティバスが発着している。また、燕口広場のロータリー内には、燕市のコミュニティバス「スワロー号」のバス停が設けられている。
| バス停名            | 運行事業者       | 路線・行先 | 備考                                                                                                  | 出典          |
| ------------------- | ---------------- | --- | --- | ------------- |
| 燕三条駅三条口      | ウエスト観光バス | - 東三条駅前 - 新飯田新町 | | [ 12 ] [ 13 ] |
| 燕三条駅三条口      | 越後交通         | 無料バス：弥彦競輪場前 | 同競輪場の開催日・場外発売日のみ運行                                                                  | [ 14 ]        |
| 燕三条駅前          | 越後交通         | - 燕駅前・寺泊車庫 - 東三条駅前 | | [ 15 ]        |
| 燕三条駅前          | 三条市内循環バス | - 三条循環線（ぐるっとさん）：地場産センター前・三条市役所・東三条駅前方面 - 燕三条ライン（ぐるっとさん）：大学・専門学校前・東三条駅前方面 | | [ 16 ]        |
| 燕三条駅 （燕口前） | 燕市循環バス     | - スワロー号：燕駅・吉田駅・分水駅・長辰方面 - 燕市コミュニティバス：新生町方面／燕市産業史料館前・燕駅方面                                 | - 「スワロー号」：越佐観光バスが運行 - 「燕市コミュニティバス」：2025年（令和7年）3月現在、実証運行中 | [ 18 ] [ 17 ] |

### 高速バス
高速バス停留所はロータリー内ではなく三条口交差点南側の市道上（燕三条駅第二駐車場向かい側）に設けられている。また、ツアーバス路線を運行する各社は、三条口側近隣に共同停留所を設置している。
| バス停名       | 運行事業者               | 愛称・行先 |
| -------------- | ------------------------ | --- |
| 燕三条駅三条口 | ジャムジャムエクスプレス | JAMJAMライナー：東京駅《鍛冶橋駐車場》                                                                             |
| 燕三条駅三条口 | WILLER EXPRESS           | バスタ新宿・川崎・池袋（サンシャインシティ）・東京ディズニーランド・大阪（梅田）・ユニバーサル・スタジオ・ジャパン |
| 燕三条駅三条口 | 桜交通                   | キラキラ号：バスタ新宿・横浜                                                                                       |

付記事項
新潟交通・越後交通などが運行する一般の高速路線バスについては当駅出口近くに停留所はなく、高速道路上の三条燕バスストップ（当駅燕口から北へ徒歩約12分）か、三条燕インターチェンジ出入口周辺の国道289号上の停留所（三条燕インター東、三条燕インター前）が最寄りとなる。ただし、越後交通などが運行する大阪・京都 - 柏崎・長岡・三条線は、当駅周辺には停留所を設置していない。

## 隣の駅
東日本旅客鉄道（JR東日本）
上越新幹線
長岡駅 - 燕三条駅 - 新潟駅
■弥彦線
燕駅 - 燕三条駅 - 北三条駅

### 記事本文